# Chrysops funebris
Chrysops funebris är en tvåvingeart som beskrevs av Austen 1907. Chrysops funebris ingår i släktet Chrysops och familjen bromsar. Inga underarter finns listade i Catalogue of Life.